# San Cristóbal (De Baleariske Øer)
San Cristóbal (catalansk: es Migjorn Gran) er en by og kommune i det østlige Spanien på øen Menorca i provinsen De Baleariske Øer. Den har et indbyggertal på 1.690 (2024) indbyggere.